# Ökologische Infrastruktur
Die Ökologische Infrastruktur ist ein für die Schweiz geplantes Netzwerk aus ökologisch wertvollen Kern- und Vernetzungsgebieten, welches den Erhalt der Biodiversität und der Ökosystemleistungen sichern soll. Der Aufbau und Erhalt der Ökologischen Infrastruktur wurde 2012 vom Schweizer Bundesrat mit der Verabschiedung der Strategie Biodiversität Schweiz beschlossen und soll bis zum Jahr 2040 fertig gestellt werden.  Der Begriff steht in Anlehnung an die in der EU gebräuchliche Bezeichnung „Grüne Infrastruktur“.

## Hintergrund
Der Zustand der Biodiversität in der Schweiz ist in keinem guten Zustand. Rund die Hälfte der untersuchten Arten ist vom Aussterben bedroht oder potenziell gefährdet. Zur langfristigen Sicherung der Biodiversität hat der Schweizer Bundesrat deshalb in seiner am 25. April 2012 beschlossenen Strategie Biodiversität Schweiz gefordert, eine ökologische Infrastruktur von Schutzgebieten und Vernetzungsgebieten aufzubauen (Ziel 2).  Die Ökologische Infrastruktur ist ein zentrales Element der Umweltpolitik und soll auf nationaler, kantonaler und lokaler Ebene geplant und umgesetzt werden.   Für die konzeptionelle Unterstützung wurde eine Fachgruppe Ökologische Infrastruktur (FGÖI) bestehend aus Vertretern der zuständigen Behörden, Wissenschaft und Naturschutzvertretern ins Leben gerufen.  Ursprünglich sollte der Aufbau der Ökologischen Infrastruktur bis 2020 erfolgen.  Am 18. Februar 2015 beschloss der Schweizer Bundesrat, dieses Ziel um 20 Jahre auf 2040 zu verschieben. Die Massnahmen wurden mit dem vom Bundesrat am 6. September 2017 verabschiedeten Aktionsplan zur Strategie Biodiversität konkretisiert.  Da der Aktionsplan des Bundes mit grosser Verzögerung beschlossen wurde (er hätte bereits 2014 vorliegen sollen) und die Qualität von Vertretern der Zivilgesellschaft bemängelt wurde, veröffentlichten 43 der am partizipativen Prozess des Bundes und der Kantone beteiligten Organisationen und Personen einen gemeinsamen Aktionsplan aus Sicht der Zivilgesellschaft mit 26 Massnahmen-Vorschlägen, welche dem Bund, den Kantonen, den Gemeinden und der gesamten Öffentlichkeit zur Verfügung gestellt wurde.

## Definition
Die Fachgruppe Ökologische Infrastruktur (FGÖI) erarbeitete eine umfassende Definition der Ökologischen Infrastruktur:
«Die Ökologische Infrastruktur ist ein landesweites, kohärentes und wirksames Netzwerk von Flächen, welche für die Biodiversität wichtig sind. Das Netzwerk wird auf nationaler, kantonaler und lokaler Ebene geplant und umgesetzt.
Die Ökologische Infrastruktur umfasst nach einheitlichen Kriterien ausgewiesene, ökologisch und räumlich repräsentative Kern- und Vernetzungsgebiete. Diese sind geeignet im Raum verteilt und von ausreichender Quantität und Qualität. Die Ökologische Infrastruktur sorgt zusammen mit einer biodiversitätsverträglichen Nutzung der ganzen Landesfläche und der Artenförderung für die langfristige Erhaltung und Förderung der biologischen Vielfalt. Insbesondere gewährleistet sie in allen biogeographischen Regionen die Sicherung der prioritären und gefährdeten Lebensräume und Arten in überlebensfähigen Beständen.
Die Ökologische Infrastruktur trägt den Entwicklungs- und Mobilitätsansprüchen der einheimischen Arten Rechnung und sichert langfristig die Funktions- und Regenerationsfähigkeit der Lebensräume, auch unter sich verändernden Rahmenbedingungen wie beispielsweise dem Klimawandel.
Die Kerngebiete umfassen mindestens 17 %, die Kerngebiete und Vernetzungsgebiete zusammen mindestens einen Drittel der Landesfläche. Die Ökologische Infrastruktur der Schweiz ist mit den grenznahen Schutzgebieten und ökologischen Korridoren im benachbarten Ausland funktional verbunden.
Die Ökologische Infrastruktur ist ein zentrales Element der Umweltpolitik. Sie ist vollumfänglich und verbindlich in die raumplanerischen Instrumente integriert und wird umgehend und sektorübergreifend umgesetzt. Die Ökologische Infrastruktur trägt massgeblich zur Sicherung wichtiger Leistungen der Ökosysteme für Gesellschaft und Wirtschaft und zur Förderung der Landschaftsqualität bei.»

## Bestandteile der Ökologischen Infrastruktur
Die zentralen Elemente der Ökologischen Infrastruktur sind Kerngebiete, die wirksam geschützt sind. Die bestehenden Schutzgebiete bilden als vorhandene Kerngebiete die Basis für den Aufbau der Ökologischen Infrastruktur und sind durch zusätzliche Schutzgebiete zu ergänzen. Um die Biodiversität langfristig zu erhalten, müssen mindestens 30 % der Landesfläche als Schutzgebiete gesichert werden.  Nötig sind dabei nicht allein viele kleine, sondern auch mehr grosse und qualitativ wertvolle Kerngebiete. Die Vernetzung zwischen den Kerngebieten muss zudem gewährleistet sein und den Ansprüchen von Zielarten gerecht werden, z. B. durch Trittsteine bzw. Verbundelemente oder naturnah bewirtschaftete Flächen. Entscheidend ist, dass die Landschaft insgesamt möglichst biodiversitätsverträglich bewirtschaftet wird. Zusätzliche, spezifische Artenförderungsmassnahmen sind sowohl auf den Flächen der Ökologischen Infrastruktur als auch ausserhalb nötig.

## Ökologische Grundlagen
Folgende Grundsätze müssen für eine wirksame Ökologische Infrastruktur gelten:
1. Arten brauchen spezifische Lebensräume:  Die Pflanzen- und Tierarten haben ganz bestimmte Ansprüche und sind dadurch an spezifische Orte in der Landschaft gebunden. An ihnen muss sich die Wahl der Kerngebiete, Trittsteine und Vernetzungsgebiete orientieren. Die Ökologische Infrastruktur muss dort liegen, wo bereits Populationen vorhanden sind und dort, wo sie mittels Vernetzung  und der Schaffung neuer Kerngebiete neu geschaffen werden können.
2. Es braucht Raum für Populationen:  Jedes Lebewesen hat andere Ansprüche, wenn man seine lebensfähige Population betrachtet. Während man für manche Arten nur eine Wiese schützt, müssen für andere deutlich grössere Massstäbe angelegt werden, um der Population genug Platz zu bieten. Gute Quell-Populationen (haben einen Überschuss an Jungen) sind zentral für das Überleben von Arten und benötigen ausreichend grosse Flächen mit guter Qualität. Aber auch Sink-Populationen (produzieren zuwenig Junge) müssen vergrössert und/oder aufgewertet werden.
3. Das Richtige richtig miteinander vernetzen:  Vernetzung bedeutet, die spezifische Mobilität von Arten zu ermöglichen. Dies umfasst die tägliche Mobilität, z. B. zwischen Nahrungsplätzen, und saisonale Wanderungen wie Z.B. Laichwanderungen von Amphibien, aber auch die Ausbreitung und Besiedlung neuer Lebensräume.

## Massnahmen und Projekte
In der Programmperiode 2016–2019 führte das Schweizer Bundesamt für Umwelt (BAFU) unter der Bezeichnung «Förderung der ökologischen Infrastruktur in Pärken von nationaler Bedeutung» Pilotprojekte durch. Die Projekte sollten den aktuellen Zustand der ökologischen Infrastruktur ermitteln und aufzeigen, wo es Defizite und Handlungsbedarf gibt. Ein weiteres Pilotprojekt wurde im gleichen Zeitraum für die Kantone Bern, Aargau und Zürich angestossen und sollte als Ziel eine Arbeitshilfe für die Umsetzung der Ökologischen Infrastruktur für die beteiligten Kantone produzieren. Laut Aktionsplan Strategie Biodiversität Schweiz soll in der ersten Umsetzungsphase von 2017 bis 2023 eine Konzeption der landesweiten Ökologischen Infrastruktur durch Bund und Kantone erfolgen. Auch die Naturschutzverbände widmen sich dem Thema. BirdLife Schweiz startete im Jahr 2020 eine fünfjährige Kampagne mit dem Titel «Ökologische Infrastruktur – Lebensnetz für die Schweiz» und veröffentlichte eine Broschüre und ein Poster zum Thema sowie mehrere Artikel in der Zeitschrift «Ornis».

## Instrumente
Wichtig für den Erfolg der Ökologischen Infrastruktur ist einerseits eine effektive Raumplanung auf nationaler, regionaler und lokaler Ebene.  Kern- und Vernetzungsgebiete müssen in Richt- sowie Bau- und Nutzungsplänen gesichert sein. Zusätzliche, rechtlich verbindliche Schutzgebiete sind nötig, um eine wirksame und landesweite Ökologische Infrastruktur aufzubauen. Gesetzliche Voraussetzungen für die Schaffung von nationalen Biotopinventaren bestehen durch Art. 18a des Bundesgesetzes über den Natur- und Heimatschutz (NHG). Derzeit gibt es nur für fünf Lebensraum-Typen derartige nationale Biotopinventare, obwohl 79 von insgesamt 167 Lebensräumen in der Schweiz als gefährdet eingestuft sind. Weitere nationale Inventare mit entsprechenden Schutzanordnungen könnten eine landesweite verbindliche Basis für die Raumplanung auf allen Ebenen schaffen. Der Unterhalt und die Pflege der bestehenden Schutzgebiete sind essenziell für den langfristigen Erhalt der Biodiversität und Ökosystemleistungen. Relevant ist auch der Beitrag jedes Sektors, vor allem der Land- und Waldwirtschaft zu einer flächendeckend naturnäheren Bewirtschaftung, sowie ein ausreichender ökologischer Ausgleich im Siedlungsraum und eines naturnahen Tourismus, der Störungen vermindert.